# إدوارد ليت لامان بلانشارد
إدوارد ليت لامان بلانشارد، الذي يشار إليه غالبًا باسم إي. إل. بلانشارد (11 ديسمبر 1820 - 4 سبتمبر 1889)، كان كاتبًا إنجليزيًا اشتهر بإسهاماته في التمثيل الإيحائي في مسرح دروري لين. بدأ كتابة المسرحيات والأدبيات الأخرى لدعم نفسه كمراهق بعد وفاة والده. سرعان ما أصبح مبدعًا ومنتجًا للدراما واكتسب في النهاية إشادة نقدية عن أعماله. عمل أيضًا كناقد درامي للصحف وأرشد كتّاب آخرين.

## النشأة
ولد إدوارد بلانشارد في شارع غريت كوين 28، لندن، وكان الابن الثاني للممثل وليام بلانشارد. تلقى تعليمه في بريكستون وإيلينغ وليتشفيلد، ورافق والده إلى نيويورك عام 1831. توفي وليام عام 1835 عندما كان إدوارد يبلغ من العمر 14 عامًا فقط. بعد ذلك بوقت قصير، ترك المدرسة وانضم إلى معرض «مجهر أوكسيهيدروجين» متنقل، وألقى محاضرات على العموم في بعض المناسبات. مع ذلك، لم يكن العائد المالي كافيًا وتُرك عالقًا في النهاية في غرب إنجلترا؛ لحسن الحظ تمكن من اقتراض شلنان ونصف الشلن من رسام تصويري التقى به في بريستول، ومشى عائدًا إلى لندن مستغرقًا ثلاثة أيام.
في لندن، بدأ مهنتة الأدبية. سرعان ما بدأ في كتابة المسرحيات، وكتب أكثر من 30 مسرحية بحلول بلوغه سن العشرين. كُتبت مسرحياته الأولية تحت الاسم المستعار فرانسيسكو فروست. كان يحصل على جنيهين أسترلينيين فقط مقابل كل مسرحية عندما بدأ الكتابة، وكتب إعلانات للشركات وأغاني هزلية للمهرجين لدعم دخله.
بدأ بلانشارد عمله مع صحيفة رينتون نيكلسون، ذا تاون، في سن السابعة عشرة. بدأ في كتابة مقالات للصحيفة بعد وقت قصير من تحريرها في عام 1837 واستمر في الكتابة لها خلال العامين المقبلين. وصف لاحقًا المقالات التي كتبها هناك بأنها «مقالات اجتماعية وأخبار درامية». وصفت إحدى المقالات الأولى التي كتبها للصحيفة عمليات القمار تحت الأرض في ساحة ليستر. نُسب الفضل إلى المقالات التي نشرتها صحيفة ذا تاون عن المقامرة لاحقًا في قمع شرطة لندن للمقامرة هناك. بعد سنوات، وبعد وفاة نيكلسون، دافع بلانشارد عن نيكلسون ضد بعض منتقديه، زاعمًا أنه كان رجلاً لطيفًا وسخيًا أنتج الكثير من الأعمال «الذكية والخالية من العيوب».

## مهنته
في عام 1841، توظف بلانشارد في مسرح رويال الأولمبي لكتابة المسرحيات بشكل منتظم. في عام 1845، عُرضت مسرحية كتبها في مسرح سوري لأول مرة. عمل أيضًا ككاتب ومحرر للعديد من الدوريات في أوائل أربعينيات القرن التاسع عشر، بما في ذلك بانش ومجلة ذا نيو لندن. حرر عملًا كبيرًا عن وليم شكسبير لصموئيل فيلبس.
كان أكثر أعمال بلانشارد نجاحًا هو كتابة مسرحيات دروري لين الإيحائية. ساهم في فن الحركات الإيحائية في هذا المسرح لمدة 37 عامًا. أُشيد به لمهارته في كتابة مجموعة متنوعة من المواضيع المختلفة، بما في ذلك الدراما والقصص الهزلية والتهريج. أُشيد بأعماله غالبًا بسبب ذوقه الرفيع ومواضيعه الأخلاقية، بالإضافة إلى اللمسات الإبداعية.
في عام 1858 بدأ الكتابة في صحيفة ديلي تلغراف. أصبح لاحقًا الناقد الدرامي للصحيفة. في هذا المنصب، عمل كمرشد لكليمنت سكوت، الذي أصبح لاحقًا خليفته. في عام 1859، بدأ بلانشارد الكتابة في صحيفة برمنغهام ديلي غازيت أيضًا.